# Talaini
Talaini es una localidad situada en el departamento Minas, provincia de Córdoba, Argentina.
Se encuentra situada en el oeste de la provincia, al sureste del Valle de Traslasierra y a 240 km de la Ciudad de Córdoba y a 10 km de San Carlos Minas la cabezara del departamento.
La principal actividad económica es el turismo en pequeña escala; le siguen la agricultura y la ganadería.

## Política
El actual jefe comunal Jorge Güemes, (UpC) lleva en el cargo 30 años, convirtiéndose en uno de los intendentes con mayor tiempo en el cargo de la provincia de Córdoba. En las elecciones del año 2019 ganó con amplia mayoría, quedando en segundo lugar Virginia Cammera (Frente de Todos). En el año 2023 ganó el hijo del intendente anterior.

## Población
Cuenta con 300 habitantes (Indec, 2021), lo que representa un incremento del 17% frente a los 96 habitantes (Indec, 2001) del censo anterior.